# Magnolien aus Stahl
Magnolien aus Stahl – Die Stärke der Frauen (Originaltitel: Steel Magnolias) ist ein US-amerikanischer Spielfilm aus dem Jahr 1989. Der Regisseur Herbert Ross verfilmte ein Drehbuch, das Robert Harling auf der Basis seines eigenen tragikomischen Theaterstückes verfasste. Die Hauptrollen spielen Sally Field, Dolly Parton, Shirley MacLaine, Julia Roberts, Olympia Dukakis und Daryl Hannah. Der Film lief außer Konkurrenz auf der Berlinale 1990.

## Handlung
Der Film beginnt mit den Vorbereitungen für die Hochzeit der zuckerkranken Shelby und deren Verlobten Jackson.
Am Vormittag beschließt Shelby, mit ihrer Mutter M'Lynn in den Schönheitssalon ihrer Freundin Truvy zu gehen, um sich für die anschließende Feier zurechtmachen zu lassen. Dort erleidet sie einen Anfall, den ihre Mutter auf den Hochzeitsstress schiebt und die Tatsache, dass Shelbys Arzt ihr davon abgeraten hat, Kinder zu bekommen. Nachdem Shelby ein Glas Saft getrunken hat, geht es ihr aber vorerst wieder gut. Sie lädt sogar die neue Angestellte des Schönheitssalons Annelle zu ihrer Hochzeit ein.
Währenddessen hat Shelbys Vater Streit mit seiner neurotischen Nachbarin Ouiser, die sich über die Lautstärke der ständigen Revolverschüsse aufregt, die Shelbys Vater abfeuert, um die Vogelplage während der Hochzeit loszuwerden. Kurz vor der Hochzeit stellt sich heraus, dass er selbst einen Hörschaden durch die Lautstärke davongetragen hat.
Shelby heiratet Jackson an Ostern. Während M'Lynn mit ihrem frischgebackenen Schwiegersohn tanzt, bittet sie ihn eindringlich, auf eigene Kinder zu verzichten, da sie die unbesonnenen Ansichten ihrer Tochter kennt und rät ihm, Shelby zur Vernunft zu bringen.
Trotz aller Warnungen eröffnet Shelby ihr am folgenden Weihnachten, dass sie ein Baby erwartet. Sowohl die Schwangerschaft als auch die Geburt des Babys verlaufen reibungslos, bis schließlich ein Jahr später eine von Shelbys Nieren versagt. Auf die Frage ihrer Freundinnen hin, wie es nun weitergehen soll, erzählt Shelby ihnen, dass M'Lynn ihr eine ihrer Nieren spenden wird. Die Operation verläuft gut und sowohl M'Lynn als auch Shelby können aus dem Krankenhaus entlassen werden. Wenige Monate danach findet Jackson seine Frau jedoch bewusstlos auf der Terrasse – ihr Körper hat die Niere abgestoßen. Shelby fällt ins Koma. Einige Tage später eröffnet Shelbys Arzt ihrer Familie, dass sie womöglich nie wieder aufwachen wird. Daraufhin beschließen M'Lynn und Jackson, die lebenserhaltenden Maschinen abschalten zu lassen. Auf Shelbys Beerdigung erleidet M'Lynn einen Anfall, der allerdings dank der Unterstützung ihrer Freundinnen lachend endet.
Nach der Beerdigung erzählt Annelle M'Lynn, dass sie plant, ihr Baby, egal ob es nun ein Junge oder ein Mädchen wird, Shelby zu nennen. M'Lynn ist einverstanden. Während einer Ostereierjagd bekommt Annelle Wehen und muss ins Krankenhaus.

## Synchronisation
Die deutsche Synchronisation entstand im Auftrag der Berliner Synchron, für die Dialogregie und das deutsche Dialogbuch war Lutz Riedel verantwortlich.
| Rolle                     | Darsteller       | Sprecher            |
| ------------------------- | ---------------- | ------------------- |
| M'Lynn Eatenton           | Sally Field      | Cornelia Meinhardt  |
| Truvy Jones               | Dolly Parton     | Rita Engelmann      |
| Ouiser Boudreaux          | Shirley MacLaine | Renate Danz         |
| Clairee Belcher           | Olympia Dukakis  | Bettina Schön       |
| Shelby Eatenton Latcherie | Julia Roberts    | Claudia Lehmann     |
| Drum Eatenton             | Tom Skerritt     | Lutz Riedel         |
| Jackson Latcherie         | Dylan McDermott  | Christian Toberentz |
| Annelle Dupuy Desoto      | Daryl Hannah     | Susanna Bonasewicz  |

## Auszeichnungen
Julia Roberts bekam für ihre Rolle den Golden Globe und wurde für den Oscar nominiert. Sally Field wurde für den Golden Globe nominiert, Shirley MacLaine wurde für den British Academy Film Award nominiert.
Der Film war außerdem Eröffnungsfilm der Berlinale 1990, nahm aber nicht am Wettbewerb um den Goldenen Bären teil.

## Wissenswertes
Vorlage für die Handlung ist das Schicksal der Schwester des Drehbuchautors Robert Harling. Sie starb 1985 an den Folgen ihrer Diabetes-Erkrankung.
Die Rolle der Shelby war ursprünglich für Meg Ryan vorgesehen, diese zog allerdings die Rolle der Sally in dem Film Harry und Sally vor, durch die sie schließlich ihren Durchbruch erreichte. Julia Roberts verhalf die Oscarnominierung, die sie für ihre Darstellung der Shelby erhielt, zu der Hauptrolle in ihrem späteren Erfolgsfilm Pretty Woman, der sie zu einer der gefragtesten Schauspielerinnen Hollywoods machte.
2012 entstand ein afroamerikanisches Fernsehremake des Films, erneut mit einer illustren Darstellerriege. In den Hauptrollen sind unter anderem die Sängerinnen Queen Latifah und Jill Scott sowie Alfre Woodard und Phylicia Rashad zu sehen.

## Kritik
- Lexikon des Internationalen Films: „Der ganz auf die weiblichen Stars ausgerichtete und angestrengt auf vorhersehbare Effekte hin kalkulierte Film bietet eine Überfülle an Ereignissen, die auf dem Niveau trivialer Schicksalsromane abgehandelt werden. Einziger Lichtblick ist die herausragende darstellerische Leistung von Shirley MacLaine.“[5]
- epd Film 4/1990: „Eine Märchenstunde aus Hollywood: hell, grell und zartbitter, bunt, laut und feuchtfröhlich […]. Alles wirkt steif, statisch und übertrieben künstlich, der Film lebt allein von der Präsenz seiner Darstellerinnen und von den brillanten (aber meist nicht enden wollenden) Dialogen. Die Bilder quellen über vor üppigen Blumenarrangements, kitschigem Dekor und schreienden Farben. Sie sollen betören mit Aufwand und Masse – als könnten so die visuellen Schwächen der Erzählweise ausgeglichen werden. Herbert Ross überzieht all das mit einem bunten und klebrigen Zuckerguß. Sein Film ist zu süß, um noch genießbar zu sein.“